# Kisame Hoshigaki
Kisame Hoshigaki (japansk: 干柿 鬼鮫, Hoshigaki Kisame) er en figur fra Manga- og Anime-serien Naruto.
Han var en tidligere ninja fra Kirigakure og partner med Itachi Uchiha. Mens de fleste Akatsuki partnere er fjendtlige mod hinanden kom Kisame og Itachi godt ud af det med hinanden – Kisame gjorde som Itachi sagde uden spørgsmål og han holder altid øje med Itachi's helbred. Han er en af De syv ninjasværdmænd fra tågen. Hans sværd, Samehada (鮫肌, lit. "haj skind"), er dækket med skæld som absorber sin modstanders chakra og tilsyneladende kunne kun Kisame bruge det. Kisame selv har ekstremt meget chakra, nok til at en klon skabt af Akatsuki med kun 30 % af sin styrke havde mere chakra end det Naruto brugte med Kyuubiens chakra. Kisame har en unikt udseende, blå hud, gælle lignende ansigt og skarpe, spidse trekantede tænder. Disse haj-lignende træk ses også i hans valg af kamp angreb, da han hyppigt lader sine vand-jutsu'er ligne hajer for at skader modstanderen. Hvis der ikke er noget vand i nærheden kan Kisame hurtigt producere det efter vilje.